# Neuros
Neuros är vid sidan av psykos en av de mest centrala psykologiska termerna för ofta förekommande typer av psykisk ohälsa. Det var förr en vanlig psykiatrisk diagnos, men nämns numera endast sporadiskt i standardiserade diagnosmanualer.
Ordet "neuros" myntades 1769 av William Cullen för vad han definierade som nervsjukdomar: paralys, koma, spasmer, och vansinne (sinnesslöhet, melankoli, mani och sömnstörningar). Några årtionden senare utvecklades diagnosen neuroser av Étienne Georget för att även inbegripa psykosomatiska störningar, hysteri, astma, migrän, hypokondri, vansinne och palpitationer, det vill säga kroniska sjukdomar utan feber som inte under obduktion kunde bevisas ha kroppsliga orsaker. Ordet "psykos" myntades under mitten av 1800-talet för mentalsjukdomar som i motsats inte ansågs bero på nerverna, utan på psyket. Periodvis innefattades ändå psykoser i termen neuros, så av Carl Friedrich Flemming som 1877 framlade teorin att det fanns tre former neuroser: "psykoneuroser" vilka berodde på störningar i centrala nervsystemet (dvs psykoser), "perifera neuroser" som berodde på perifera nervsystemet, samt motoriska neuroser. Neuroser sågs allmänt som kroppsliga sjukdomar och psykoser som regel som psykiska sjukdomar, tills Sigmund Freud vände på deras etiologier; med psykoanalysen infördes synsättet att neuroser beror på psykiska problem, och psykoser på i varierande grad fysiska.
När Freud lade fram sin teori om den psykosexuella utvecklingen behöll han ordet neuros, fastän han erbjöd en icke-fysiologisk förklaringsmodell. Neuroser kom därefter allmänt att behandlas med psykoterapi. Neuros används av den psykodynamiska skolan för tillstånd som anses ha sitt upphov i det omedvetna, där jagfunktionen försöker bibehålla en självbild som personen orkar med, där jaget står i konflikt med detet. En definition i den psykodynamiska skolan är att neuroserna är psykiska störningar som angriper delfunktioner i personligheten. Neuros i den psykoanalytiska skolan blev en del i en dikotomi tillsammans med psykos.
Mot den freudianska uppfattningen, förklarade Ivan Pavlov och hans skola behaviorismen neuroser som inlärda beteenden. Behaviorister tenderar därför att anse att neuroser inte är sjukdomar. 
Neuros användes förr brett inom psykiatrin för olika störningar. Karaktärsneuros är ett äldre namn för personlighetsstörning. DSM-IV undviker ordet, varmed det i den amerikanska psykiatrin är ovanligt att tala om neuroser. 
I ICD-9 hade neuroser ett eget kluster, där sjukdomar ingick som hysteri, panikångest, social fobi, med mera. ICD-10 har behållit termen, framför allt i klustret Neurotiska, stressrelaterade och somatoforma syndrom (F40-F48), men också sporadiskt bland affektiva störningar. Dock spelar begreppet en allt mindre roll i psykiatrin. Neurotiska störningar enligt ICD-10 är fobier, ångeststörningar, somatoforma störningar, och andra störningar som uppkommer till följd av trauman och extrem stress.
Begreppet används numera sparsamt inom psykiatri och psykologi. Enligt psykoanalytisk teoribildning är neuroser uttryck för omedvetna konflikter, eller rester av försvarsmekanismer som utvecklats under barndomen.
Exempel:
|                         |                         |                         |                         | Konflikt                |                         |  |  |                    |                    |                    |                    |                    |                    |  |  |  |  |  |  |  |  |  |  |  |  |
|                         |                         |                         |                         |                         |                         |  |  |                    |                    |                    |                    |                    |                    |  |  |  |  |  |  |  |  |  |  |  |  |
|                         |                         |                         |                         | Ångest                  |                         |  |  |                    |                    |                    |                    |                    |                    |  |  |  |  |  |  |  |  |  |  |  |  |
|                         |                         |                         |                         |                         |                         |  |  |                    |                    |                    |                    |                    |                    |  |  |  |  |  |  |  |  |  |  |  |  |
|                         |                         |                         |                         |                         |                         |  |  |                    |                    |                    |                    |                    |                    |  |  |  |  |  |  |  |  |  |  |  |  |
| Anpassningsmekanismer   | Anpassningsmekanismer   | Anpassningsmekanismer   | Anpassningsmekanismer   | Anpassningsmekanismer   | Anpassningsmekanismer   |  |  | Försvarsmekanismer | Försvarsmekanismer | Försvarsmekanismer | Försvarsmekanismer | Försvarsmekanismer | Försvarsmekanismer |  |  |  |  |  |  |  |  |  |  |  |  |
| Anpassningsmekanismer   | Anpassningsmekanismer   | Anpassningsmekanismer   | Anpassningsmekanismer   | Anpassningsmekanismer   | Anpassningsmekanismer   |  |  | Försvarsmekanismer | Försvarsmekanismer | Försvarsmekanismer | Försvarsmekanismer | Försvarsmekanismer | Försvarsmekanismer |  |  |  |  |  |  |  |  |  |  |  |  |
| Personlighetsutveckling | Personlighetsutveckling | Personlighetsutveckling | Personlighetsutveckling | Personlighetsutveckling | Personlighetsutveckling |  |  | Neuros             | Neuros             | Neuros             | Neuros             | Neuros             | Neuros             |  |  |  |  |  |  |  |  |  |  |  |  |

Gren 1 (anpassningmek.) leder till en s.k. realistisk konfliktlösning.

Gren 2 (försvarsmek.) leder till en neurotisk konfliktlösning.